# Fredrica Lovisa Zierman
Fredrica Lovisa Zierman, född i januari 1767 i Stockholm, död 8 september 1787 i Stockholm, var en svensk grafiker.
Hon var dotter till hovkamreren Fredric Zierman och Anna Catharina Tegerström (som var åldfru hos änkedrottning Sofia Magdalena). Zierman studerade gravyr för Jakob Gillberg och är representerad vid Nationalmuseum med etsningen Flodlandskap.  